# 2022年亞洲運動會拳擊比賽
2022年亞洲運動會拳擊比賽，是因2019冠状病毒病疫情而延期至2023年进行的第十九屆亞洲運動會的其中一項競賽項目，共產生13面金牌；賽事於2023年9月24日至10月5日在中國杭州廣廈體育館舉行。
此次比赛原本并非2024年巴黎奥运拳击项目的资格赛之一。然而2022年6月，國際奧林匹克委員會基於国际拳击协会在財政、管治、道德、旁證和裁決等方面持續不尋常事項，禁止国际拳击协会管理奧運拳擊賽事。此次比赛也在后来成为巴黎奥运拳击项目的亚洲区资格赛。

## 赛程
以下是拳击项目的比赛赛程：
| P |  | R |  | ¼ |  | ½ | 半决赛 | F | 决赛 |

| 日期→项目↓       | 2023年9月   | 2023年9月   | 2023年9月   | 2023年9月   | 2023年9月   | 2023年9月   | 2023年9月   | 2023年10月 | 2023年10月 | 2023年10月 | 2023年10月 | 2023年10月 |
| 日期→项目↓       | 24日 （日） | 25日 （一） | 26日 （二） | 27日 （三） | 28日 （四） | 29日 （五） | 30日 （六） | 1日 （日） | 2日 （一） | 3日 （二） | 4日 （三） | 5日 （四） |
| ---------------- | ----------- | ----------- | ----------- | ----------- | ----------- | ----------- | ----------- | ---------- | ---------- | ---------- | ---------- | ---------- |
| 男子51公斤级     |             | P           |             |             | R           |             |             |            |            | ¼          | ½          | F          |
| 男子57公斤级     |             |             | P           |             |             |             | R           |            |            | ¼          | ½          | F          |
| 男子63.5公斤级   | P           |             |             | R           |             |             |             | ¼          |            | ½          | F          |            |
| 男子71公斤级     |             | P           |             |             | R           |             | ¼           |            |            | ½          | F          |            |
| 男子80公斤级     | P           |             |             |             |             | R           |             | ¼          |            |            | ½          | F          |
| 男子92公斤级     |             |             |             | R           |             | ¼           |             | ½          |            | F          |            |            |
| 男子92公斤以上级 |             |             | R           |             |             |             | ¼           |            |            | ½          |            | F          |
| 女子50公斤级     | P           |             |             | R           |             | ¼           |             | ½          |            | F          |            |            |
| 女子54公斤级     | R           |             |             |             |             |             | ¼           |            |            | ½          | F          |            |
| 女子57公斤级     |             |             |             |             |             | R           |             | ¼          |            |            | ½          | F          |
| 女子60公斤级     | P           |             |             |             | R           |             |             | ¼          |            | ½          | F          |            |
| 女子66公斤级     |             | R           |             |             | ¼           |             |             | ¼          |            |            | ½          | F          |
| 女子75公斤级     |             |             | R           |             |             |             | ¼           |            |            | ½          | F          |            |

## 參賽代表團
共有来自38个代表团的238名运动员获得拳击比赛的参赛资格：
- 阿富汗（3）
- （3）
- 不丹（3）
- 巴林（2）
- 中国（13）
- 中国香港（1）
- 印度（13）
- 印度尼西亚（5）
- 伊朗（5）
- 伊拉克（1）
- 日本（10）
- 约旦（8）
- （13）
- （7）
- 沙特阿拉伯（6）
- 科威特（4）
- 老挝（4）
- 中国澳门（1）
- 马来西亚（2）
- 蒙古（13）
- 尼泊尔（13）
- 巴基斯坦（4）
- 菲律宾（10）
- 巴勒斯坦（3）
- 朝鲜（9）
- （1）
- 韩国（13）
- 新加坡（1）
- 斯里兰卡（2）
- 叙利亚（2）
- 中华台北（8）
- （12）
- 泰国（11）
- （4）
- 阿拉伯联合酋长国（4）
- （13）
- 越南（9）
- 也门（2）

## 奖牌榜
*   主办国家/地区（中国）
| 排名                 | 代表团               | 金牌 | 銀牌 | 銅牌 | 总计 |
| -------------------- | -------------------- | ---- | ---- | ---- | ---- |
| 1                    | 中国*                | 5    | 2    | 2    | 9    |
| 2                    |                      | 3    | 0    | 2    | 5    |
| 3                    | 中华台北             | 1    | 2    | 2    | 5    |
| 4                    | 日本                 | 1    | 1    | 1    | 3    |
| 4                    | 朝鲜                 | 1    | 1    | 1    | 3    |
| 6                    | 蒙古                 | 1    | 0    | 1    | 2    |
| 6                    |                      | 1    | 0    | 1    | 2    |
| 8                    | 泰国                 | 0    | 3    | 4    | 7    |
| 9                    |                      | 0    | 2    | 3    | 5    |
| 10                   | 印度                 | 0    | 1    | 4    | 5    |
| 11                   | 菲律宾               | 0    | 1    | 0    | 1    |
| 12                   | 伊拉克               | 0    | 0    | 1    | 1    |
| 12                   | 韩国                 | 0    | 0    | 1    | 1    |
| 12                   | 叙利亚               | 0    | 0    | 1    | 1    |
| 12                   |                      | 0    | 0    | 1    | 1    |
| 12                   | 越南                 | 0    | 0    | 1    | 1    |
| 总计（共16个代表团） | 总计（共16个代表团） | 13   | 13   | 26   | 52   |

## 奖牌得主

### 男子
| 項目                      | 金牌                                | 银牌                            | 铜牌                                       |
| 蠅量級 （51公斤級）       | 哈桑博伊·杜斯马托夫 · （UZB）       | Thitisan Panmodv · 泰国（THA）  | 徐天龙 · 朝鲜（PRK）                       |
| 蠅量級 （51公斤級）       | 哈桑博伊·杜斯马托夫 · （UZB）       | Thitisan Panmodv · 泰国（THA）  | 坪井智也 · 日本（JPN）                     |
| 羽量級 （57公斤級）       | 阿卜杜马利克·哈洛科夫 · （UZB）     | 原田周大 · 日本（JPN）          | 吕平 · 中国（CHN）                         |
| 羽量級 （57公斤級）       | 阿卜杜马利克·哈洛科夫 · （UZB）     | 原田周大 · 日本（JPN）          | Rujakran Juntrong · 泰国（THA）            |
| 輕次中量級 （63.5公斤級） | 巴塔尔苏赫·青照日格 · 蒙古（MGL）   | 賴主恩 · 中华台北（TPE）        | Ali Qasim Hamdan Al-Sarray · 伊拉克（IRQ） |
| 輕次中量級 （63.5公斤級） | 巴塔尔苏赫·青照日格 · 蒙古（MGL）   | 賴主恩 · 中华台北（TPE）        | Bunjong Sinsiri · 泰国（THA）              |
| 輕中量級 （71公斤級）     | 岡澤塞恩 · 日本（JPN）              | 甘家葳 · 中华台北（TPE）        | Baýramdurdy Nurmuhammedow · （TKM）        |
| 輕中量級 （71公斤級）     | 岡澤塞恩 · 日本（JPN）              | 甘家葳 · 中华台北（TPE）        | Aslanbek Shymbergenov · （KAZ）            |
| 輕重量級 （80公斤級）     | 托合塔尔别克·唐拉提汗 · 中国（CHN） | 尤米尔·马西亚尔 · 菲律宾（PHI） | Ahmad Ghousoon · 叙利亚（SYR）             |
| 輕重量級 （80公斤級）     | 托合塔尔别克·唐拉提汗 · 中国（CHN） | 尤米尔·马西亚尔 · 菲律宾（PHI） | Turabek Khabibullaev · （UZB）             |
| 重量級 （92公斤級）       | 达夫拉特·博尔塔耶夫 · （TJK）       | 韩雪振 · 中国（CHN）            | Sagyndyk Togambay · （KAZ）                |
| 重量級 （92公斤級）       | 达夫拉特·博尔塔耶夫 · （TJK）       | 韩雪振 · 中国（CHN）            | 鄭宰珉 · 韩国（KOR）                       |
| 超重量級 （92公斤以上級） | 巴霍季尔·贾洛洛夫 · （UZB）         | 卡姆希别克·昆卡巴耶夫 · （KAZ） | Narender Berwal · 印度（IND）              |
| 超重量級 （92公斤以上級） | 巴霍季尔·贾洛洛夫 · （UZB）         | 卡姆希别克·昆卡巴耶夫 · （KAZ） | 巴依克吾孜·达那别克 · 中国（CHN）          |

### 女子
| 項目                  | 金牌                     | 银牌                              | 铜牌                                 |
| 輕蠅量級 （50公斤級） | 吴愉 · 中国（CHN）       | Chuthamat Raksat · 泰国（THA）    | Oyuntsetsegiin Yesugen · 蒙古（MGL） |
| 輕蠅量級 （50公斤級） | 吴愉 · 中国（CHN）       | Chuthamat Raksat · 泰国（THA）    | 尼卡特·扎林 · 印度（IND）            |
| 雛量級 （54公斤級）   | 方哲美 · 朝鲜（PRK）     | 常园 · 中国（CHN）                | Preeti Pawar · 印度（IND）           |
| 雛量級 （54公斤級）   | 方哲美 · 朝鲜（PRK）     | 常园 · 中国（CHN）                | Nigina Uktamova · （UZB）            |
| 羽量級 （57公斤級）   | 林郁婷 · 中华台北（TPE） | Karina Ibragimova · （KAZ）       | Parveen Hooda · 印度（IND）          |
| 羽量級 （57公斤級）   | 林郁婷 · 中华台北（TPE） | Karina Ibragimova · （KAZ）       | Samadova Mijgona · （TJK）           |
| 輕量級 （60公斤級）   | 杨文璐 · 中国（CHN）     | 元恩景 · 朝鲜（PRK）              | Thananya Somnuek · 泰国（THA）       |
| 輕量級 （60公斤級）   | 杨文璐 · 中国（CHN）     | 元恩景 · 朝鲜（PRK）              | 吳詩儀 · 中华台北（TPE）             |
| 次中量級 （66公斤級） | 杨柳 · 中国（CHN）       | 占曾·素万那彭 · 泰国（THA）       | Natalya Bogdanova · （KAZ）          |
| 次中量級 （66公斤級） | 杨柳 · 中国（CHN）       | 占曾·素万那彭 · 泰国（THA）       | 陳念琴 · 中华台北（TPE）             |
| 中量級 （75公斤級）   | 李倩 · 中国（CHN）       | 洛夫利娜·博尔戈哈因 · 印度（IND） | Baison Manikon · 泰国（THA）         |
| 中量級 （75公斤級）   | 李倩 · 中国（CHN）       | 洛夫利娜·博尔戈哈因 · 印度（IND） | 刘艳琼 · 越南（VIE）                 |

## 外部連結
- 巴黎2024拳击工作组专页（页面存档备份，存于）
- 官方成绩册（页面存档备份，存于）